# 元町駅 (兵庫県)
元町駅 （もとまちえき）は、兵庫県神戸市中央区にある西日本旅客鉄道（JR西日本）、阪神電気鉄道の駅である。駅番号は、JR西日本がJR-A62、阪神電気鉄道がHS 33。
所在地はJR西日本が元町高架通、阪神電気鉄道が元町通二丁目である。

## 概要
もともとは国鉄の三ノ宮駅が当駅の立地する場所に所在していたものの、都市計画及び東海道本線（JR神戸線）の高架化に伴い三ノ宮駅が600 m東側の現在の位置に移転し、旧三ノ宮駅跡地に元町駅が設置された経緯を持つ。そのため三宮の地名の由来となった三宮神社（神戸市中央区三宮町）の最寄駅は三ノ宮駅ではなく当駅となる。繁華街に立地するものの、市の中心駅の三ノ宮駅と神戸駅の間にあり（特に三ノ宮駅とは至近）、連続停車を避けるため、新快速は全て通過する。
地上のJR西日本元町駅と地下の阪神元町駅は連絡通路で結ばれてはいるが、連絡改札口・連絡運輸扱いはなく、事実上別の駅である。かつて、阪神では同社の神戸側のターミナル駅の一つであることを強調するためか、 「神戸元町駅」と呼称していたこともあった。阪神の元町駅は本線の終点駅ではあるものの、後述の歴史的経緯から島式ホーム1面2線構造となっており、ほぼ全ての列車が神戸高速線に直通運転しているため、実質的には途中駅のような扱いである。
南京町（中華街）や神戸旧居留地、兵庫県庁の最寄駅の一つ。東隣のターミナル駅である三ノ宮駅・阪神神戸三宮駅等から当駅にかけて、神戸市の中心市街地である三宮や元町が位置している。神戸市営地下鉄海岸線のみなと元町駅は近隣であるが、異なる駅である。

### 乗り入れ路線
JR西日本の駅の乗り入れ路線は東海道本線であるが、アーバンネットワークエリアに属しており、「JR神戸線」の路線愛称設定区間に含まれている。また、特定都区市内制度における「神戸市内」エリアの駅で、三ノ宮駅・神戸駅・新長田駅の各駅と同様に山陽新幹線の新神戸駅との連絡扱いを行っている。
阪神の駅は本線と神戸高速線の終点となっている。神戸高速線は神戸高速鉄道が第三種鉄道事業者（線路保有者）で、阪神電鉄が第二種鉄道事業者（運行者）として運行を行っており、神戸高速鉄道としての名称は東西線となっている。この両線間は直通運転が行われている。
JR西日本の駅はICOCA、阪神の駅はPiTaPaの各IC乗車カードの利用エリアに含まれており、それぞれ相互利用可能なカードにも対応している。

## 歴史

### 国鉄・JR

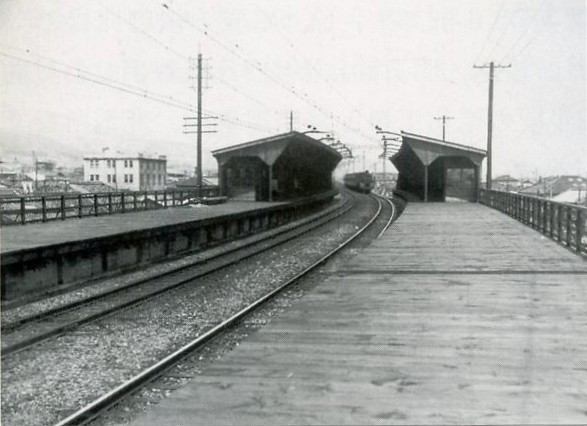
1934年（昭和9年）頃

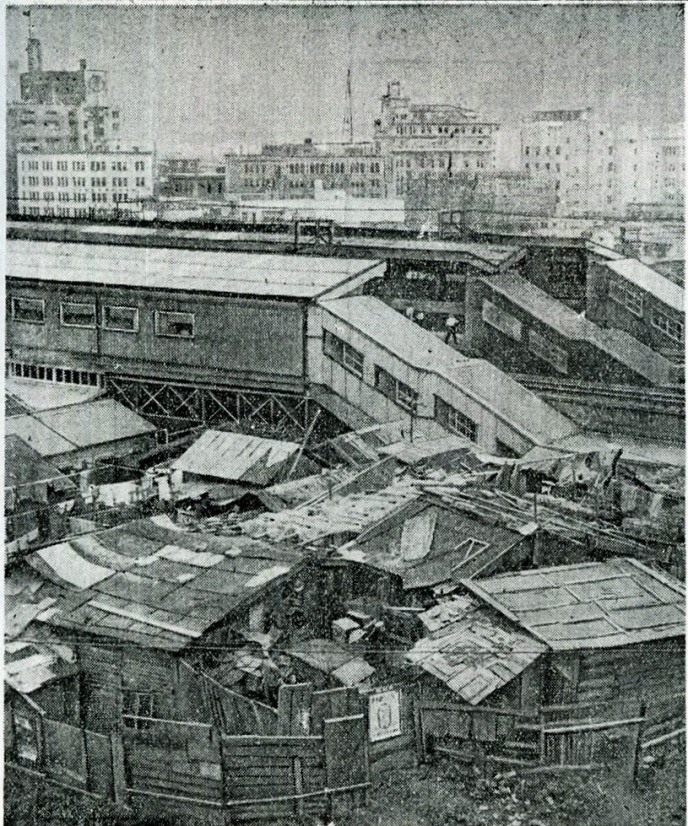
1953年（昭和28年）の国鉄元町駅と北側のバラック。奥は三宮ビル街。

1874年（明治7年）5月11日に大阪駅 - 神戸駅間へ官営鉄道（現在の東海道本線）が営業を開始した際、途中に神崎（現在の尼崎駅）・西ノ宮駅（現在の西宮駅）・住吉駅・三ノ宮駅の4駅が設置された（ただし神崎駅と住吉駅は20日遅れての開業）が、そのうち三ノ宮駅は現在地より西より、現在の当駅付近に設けられていた。この時は地上に線路が敷設されており、名前の通り三宮神社に近い位置に設けられた三ノ宮駅は、相対式ホームが曲線上にあるだけの中間駅となっていた。
その後、昭和に入ると神戸市の都市計画に絡み、市街を分断する形になっていた鉄道省線（国有鉄道線）を地下線とする案が市から出された。鉄道省は費用の問題もあり、これを高架線に変更して1929年（昭和4年）3月から工事に取り掛かり、都市計画との絡みで1931年（昭和6年）10月10日の完成とともに現在地へ駅が移転された。
しかし、地元からは、旧地も市街地となっていたことから、旧・三ノ宮駅の位置に再び駅を設置して欲しいと請願が出された。そのため、1934年（昭和9年）7月20日、吹田駅と山陽本線須磨駅の間が電化されて省線電車の運転が開始された際、塚本駅・立花駅・甲子園口駅・六甲道駅の各駅とともに当地に駅が設けられ、旧・三ノ宮駅開業と同年にできた町名である元町通にちなみ、元町駅と命名された。
三宮神社の最寄り駅が三ノ宮駅・三宮駅ではなく当駅である背景には、以上のような経緯がある。
開業時は高架線上に相対式ホームが設けられていたが、1937年（昭和12年）に同駅を挟む区間が複々線化され、現行の形態になった。

#### 年表
- 1934年（昭和9年）7月20日：国有鉄道東海道本線の三ノ宮駅 - 神戸駅間に新設開業[1][9]。
- 1936年（昭和11年）4月1日：阪急神戸線三宮駅・阪神本線元町駅のそれぞれの延長に伴う対抗措置として、急行電車の停車駅となる。
- 1968年（昭和43年）10月8日：荷物扱いを廃止[9]。
- 1987年（昭和62年）4月1日：国鉄分割民営化により、西日本旅客鉄道（JR西日本）の駅となる[9]。
- 1988年（昭和63年）3月13日：路線愛称の制定により、「JR神戸線」の愛称を使用開始。
- 1995年（平成7年）
  - 1月17日：阪神・淡路大震災により、営業休止。
  - 2月20日：灘駅 - 神戸駅間復旧により、営業再開。
- 1997年（平成9年）
  - 3月8日：JR神戸線標準接近メロディ「さざなみ」導入[新聞 1]。
  - 10月22日：自動改札機を設置し、供用開始[10]。
- 2002年（平成14年）7月29日：JR京都・神戸線運行管理システム導入[11]。
- 2003年（平成15年）
  - 8月16日：エレベーターが設置される。
  - 11月1日：ICカード「ICOCA」の利用が可能となる[広報 1]。
- 2007年（平成19年）3月18日：駅自動放送を更新。
- 2015年（平成27年）3月12日：入線警告音の見直しに伴い、接近メロディをJR神戸線標準接近メロディ「さざなみ」の音質見直し版に再び変更する[広報 2]。
- 2018年（平成30年）3月17日：駅ナンバリングが導入され、使用を開始する[広報 3]。
- 2023年（令和5年）
  - 11月15日：東口にみどりの券売機プラスを導入[12]。
  - 11月30日：みどりの窓口の営業を終了[12]。

### 阪神
阪神電気鉄道の元町駅は、1936年（昭和11年）に本線の暫定的終端駅として開業した。
元々、阪神の本線は開業以来神戸市街の区間を併用軌道としており、1905年（明治38年）4月の開業当初は三宮、1912年（大正元年）11月からはそこから南へ下った場所（現在の神戸国際会館の場所）に滝道駅（神戸駅）というターミナル駅を設置して市電と接続をとっていた。しかし後に、阪神急行電鉄（阪急）によって神戸線が1920年（大正9年）7月に開業。また上記のように鉄道省東海道本線でも阪神間において電車の運転が計画されると、併用軌道を残したままでは将来的にスピードと輸送力の両面でそれらに対抗できなくなることが明白となったため、高架ないし地下線で解消しようという動きが強まった。そして1933年（昭和8年）6月に地下線を完成させ、三宮の地下に新たな同社のターミナルとなる「神戸駅」が設置された。
だが阪急もその頃、神戸線の神戸ターミナルを高架線にて三宮に乗り入れさせることを市と協議がまとまり、工事に取り掛かろうとしていたため、阪神ではさらなる対抗策を画策した。そして第二阪神線として、既存の本線よりも速達運転の可能な路線の敷設計画を立てるとともに、従来の阪神と同じように併用軌道で兵庫駅まで乗り入れを行っていた山陽電気鉄道が別線で湊川への延伸を計画していたため、それと接続する形で三宮から湊川に至る区間の免許を1934年（昭和9年）3月に取得した。
そして免許取得区間のうち、古くから市街地となっていた元町までを突貫で建設し、当面の阪急への対抗とすることにした。工事は阪急の三宮乗り入れ開業に間に合わせるように急ピッチで進められ、最終的には阪急より半月早い1936年（昭和11年）3月に開業。これに伴いそれまでの神戸駅も三宮駅に改称された。湊川への延伸が予定されていたため、元町駅は当初より中間駅構造が採用され、その一部は留置線として活用された。
第二次世界大戦末期の1945年（昭和20年）3月28日からは営業休止となった。軍需企業の精機工業所が航空機用エンジンの歯車を生産する工程の一部を、元町駅構内の地下ホームや線路に設けた工場に移転させた。同年11月から営業を再開した。
湊川方面への延伸・第二阪神線の敷設は、資金不足と戦争による資材不足もあって実現せず、元町は戦後もしばらく阪神の神戸側終端として機能した。神戸市電を代替する目的も兼ねて神戸高速鉄道の計画が持ち上がると、阪神では湊川への延伸免許を失効させるとともにそれへの乗り入れを決定。1968年（昭和43年）4月7日の東西線開業で同線への直通、さらにはそれを介しての山陽電気鉄道本線との相互直通運転が開始された。

#### 年表
- 1936年（昭和11年）3月18日：三宮駅（旧・神戸駅）からの路線延伸により開業[2]。
- 1945年（昭和20年）
  - 3月28日：営業休止して駅構内を軍需工場に転用[新聞 2]。
  - 11月：営業を再開[新聞 2]。
- 1968年（昭和43年）4月7日：神戸高速鉄道東西線が接続し、直通運転開始[13]。
- 1985年（昭和60年）：エスカレーター設置や内装のリニューアルなどの駅改装工事が完成[2]。
- 1986年（昭和61年）6月：駅冷房化[2]。
- 1995年（平成7年）
  - 1月17日：阪神・淡路大震災により被災。営業休止となる[14]。
  - 2月1日：当駅を含む阪神三宮駅 - 神戸高速鉄道高速神戸駅間運転再開に伴い営業再開[14]。
- 2010年（平成22年）10月1日：神戸高速鉄道東西線の運送形態変更に伴い、阪神・神戸高速鉄道の共同使用駅扱いから、阪神単独駅扱いに変更する。
- 2014年（平成26年）4月1日：駅番号導入[広報 4][新聞 3]。

## 駅構造

### JR西日本
島式ホーム2面4線を有する高架駅である。分岐器や絶対信号機を持たないため、停留所に分類される。改札口は東西2か所にあり、みどりの券売機とみどりの券売機プラスは東口に、エレベーターは西口に設置されている。直営駅（三ノ宮駅の被管理駅）である。

#### のりば

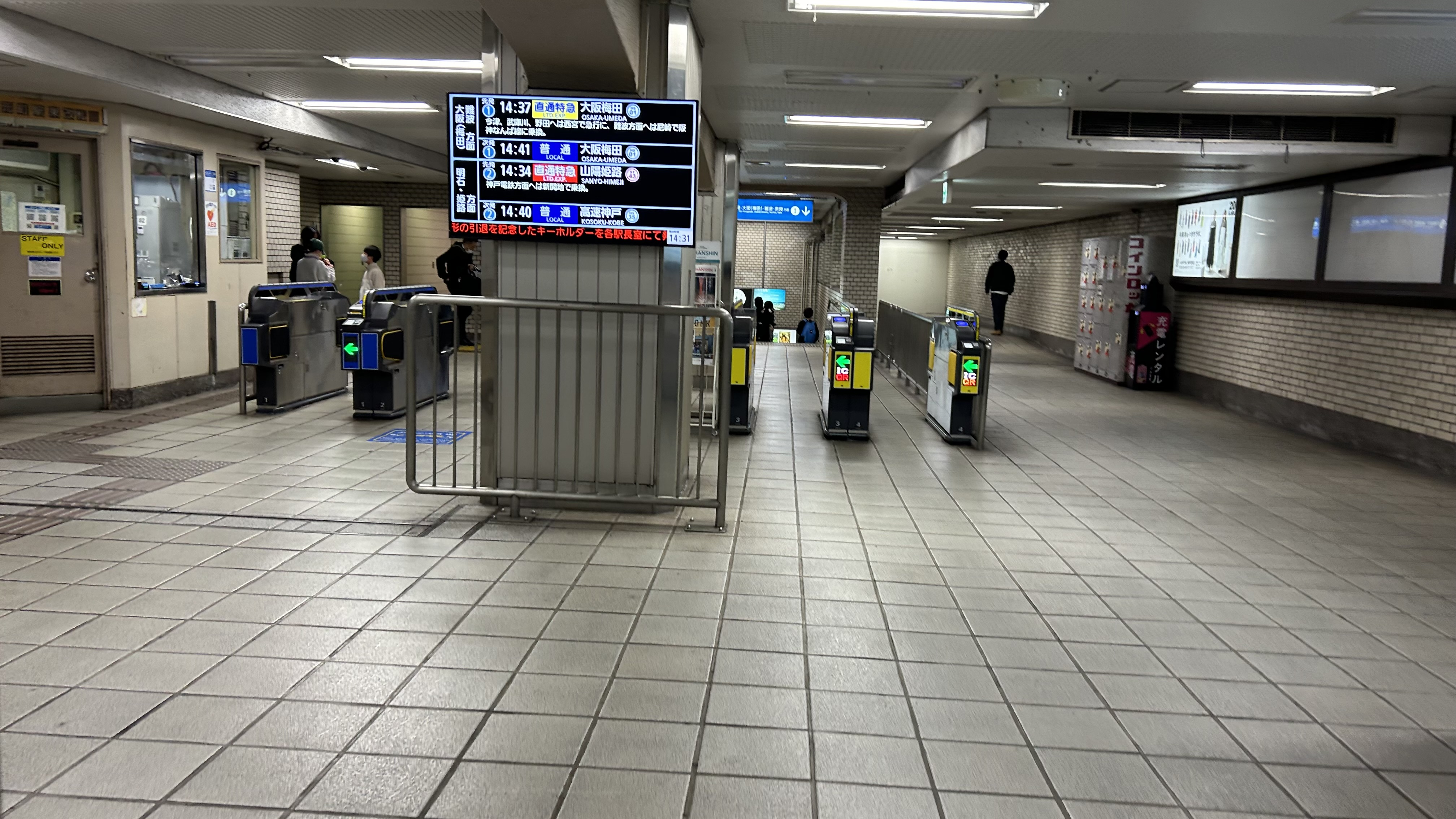
東改札口
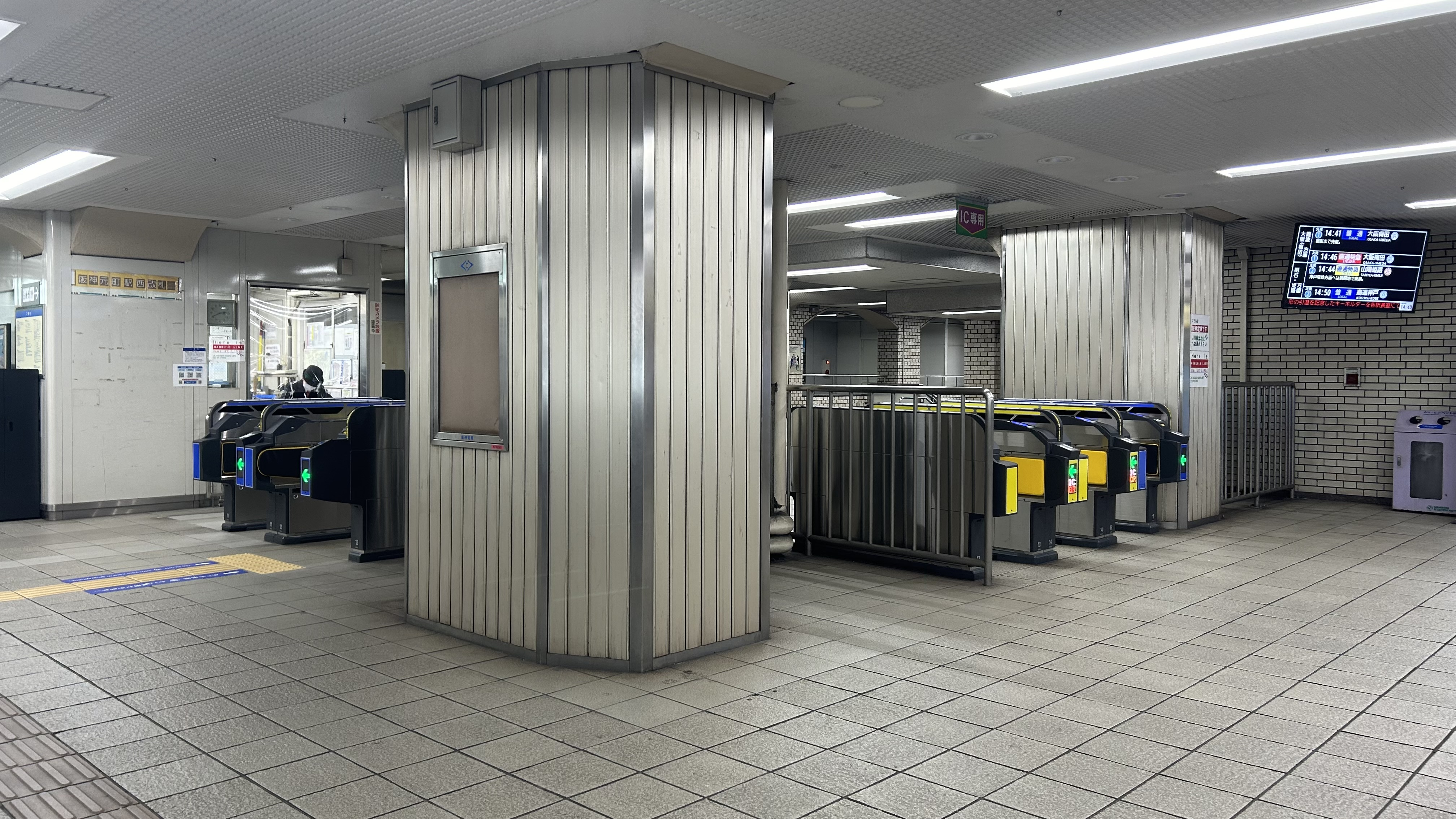
西改札口
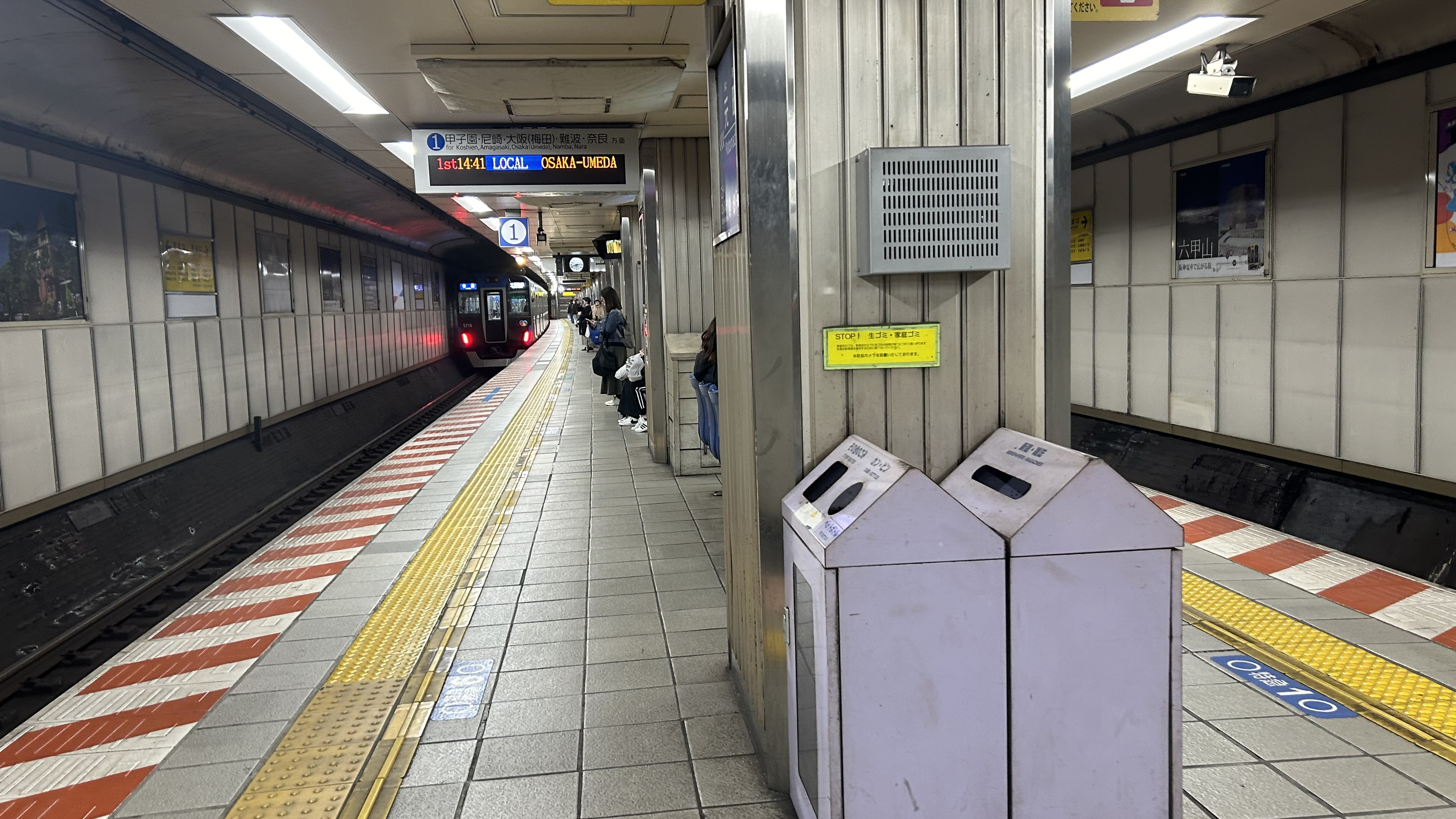
ホーム

| のりば | 路線     | 方向 | 線路   | 行先                   | 備考               |
| ------ | -------- | ---- | ------ | ---------------------- | ------------------ |
| 1      | JR神戸線 | 下り | 外側線 | 西明石・姫路方面       | 平日朝の快速の一部 |
| 2      | JR神戸線 | 下り | 内側線 | 西明石・姫路方面       |                    |
| 3      | JR神戸線 | 上り | 内側線 | 三ノ宮・尼崎・大阪方面 |                    |
| 4      | JR神戸線 | 上り | 外側線 | 三ノ宮・尼崎・大阪方面 | 朝の快速の一部     |

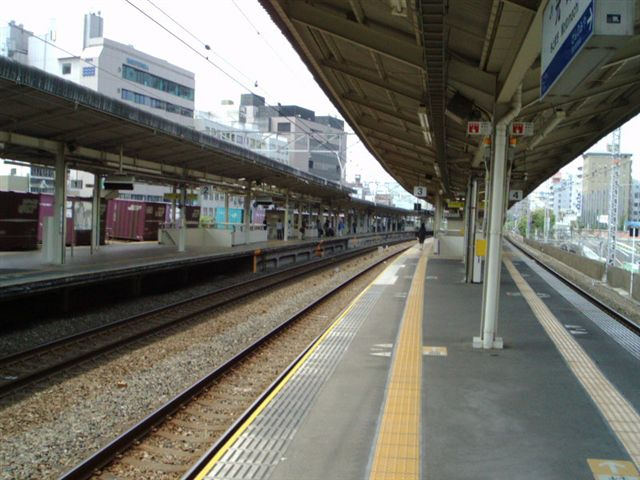
JR元町駅ホーム（2006年5月）

付記事項
- 上表の路線名は旅客案内上の名称（愛称）で表記している。
- 当駅に停車しない特急・新快速と駅の営業時間帯の貨物列車は1・4番のりば(外側・列車線)を通過する（通過時はアナウンスが流れる）。停車電車は後述の電車を除き2・3番のりば(内側・電車線)を使用するため、1・4番のりばは基本的にロープをかけている。
  - 4番のりばに停車する大阪方面の電車は、平日ダイヤの朝ラッシュ時のすべての[要出典]快速電車と土曜・休日ダイヤでの朝の一部の快速電車のみである。
  - 1番のりばに停車する姫路方面の電車は、平日ダイヤの朝に運転される快速のみであり、土曜・休日ダイヤで1番のりばに停車する列車・電車はない。
- 開業当初は中央の内側線上下線に挟まれた島式1面2線のホームが設置され、外側線には上下線それぞれに相対式ホームが1面ずつ設置されるという混合式（3面4線）だったが、1960年代に現行の形式に改造された。上り外側線のホームは神戸高速鉄道建設をはじめとする市街地再開発のためすぐに撤去された一方、下り外側線のホームはJR移行後に撤去されたが、骨組みの一部は東出口南側などに残っている。[要出典]
- 以前[いつ?]は駅弁が販売されていた。

| ← 三ノ宮・大阪方面 | JR元町駅配線略図 | → 神戸・姫路方面 |
| 凡例 出典:         |                  |                  |

#### ダイヤ
日中時間帯は1時間に12本（快速が4本、普通が8本）停車する。朝ラッシュ時は本数が多くなる。

### 阪神電気鉄道
島式ホーム1面2線を有する地下駅で、改札口は東西2か所にある。大阪側に両渡り線があるため、停留所ではない。
2010年9月30日までは阪神と神戸高速鉄道の共同使用駅であったが、翌10月1日より阪神の単独駅となった。ただし、当駅で免許所有の取扱いが変わり、西元町駅側は「阪神神戸高速線」としての第二種鉄道事業区間および「神戸高速鉄道東西線」としての第三種鉄道事業区間であり、また以前の営業形態で設定されていた運賃制度を引き継いでいるため、西元町駅方面の乗車券は「連絡乗車券」として扱われる。
大阪難波駅を除く近畿日本鉄道（近鉄）線内の駅からは当駅までの乗車券が購入できる。
かつては本線の大半の普通列車が当駅始発・終着であった（大半が2番線で直接折り返し）が、当駅には待避線が無いので現行ダイヤでは朝晩の一部列車を除き高速神戸駅（一部は新開地駅）までの運行とされている。さらに阪神最終列車の中には当駅終着の特急や急行も設定されていたが、現行ダイヤでは普通列車2本のみである。
西改札口は日本中央競馬会 (JRA) ウインズ神戸A館（場外勝馬投票券発売所）の真下にある。
阪神神戸三宮駅 - 当駅間は本線（阪神の第一種鉄道事業区間）であるが、並行する阪急神戸高速線の阪急神戸三宮駅 - 花隈駅間との整合を図るため特定運賃が適用されており、初乗り運賃は神戸高速線と同一の140円である。また、春日野道駅以東 - 西元町駅以西の本線 - 神戸高速線相互間の連絡乗車券の運賃境界は当駅ではなく神戸三宮駅となる。
当駅は発車メロディ（予告用のみ、阪神なんば線桜川駅と同様）と接近メロディが流れる。また高速神戸行の阪急神戸三宮方面からの接続列車の案内と山陽電気鉄道・神戸電鉄方面への連絡案内が流れる（他の駅は乗車位置に差し替え。但し直通特急などの山陽電鉄直通電車の神戸電鉄方面への連絡案内は当駅以外でも流れる）、自動放送はどちらも「各駅停車」の呼称となっている。
エレベーターは西口のみにホームから改札へのが1基と改札から地上へのが1基それぞれ通り抜け型が設置されている。またエスカレーターは西口、東口の両方に設置されているが、西口は階段部分の幅が狭いタイプのエスカレーターが使用されており、地上へは西口の南側のみに設置されている。
1947年1月、東口と西口を結ぶ地下通路の開通に伴い地下街「阪神メトロ街」（1959年に「有楽名店街」と改称）が設けられた。
2015年7月時点では居酒屋やスナックなど36店舗が営業する。
しかし、2014年に阪急電鉄の十三駅前の飲食店街で火災が発生したことなどを受けて、火災発生時などの安全確保を理由に同地下街のテナント貸主である阪神電鉄は2016年春をもって地下街を閉鎖することを一度は決定したが、店主や利用客からは存続を求める声が寄せられており、2016年8月時点では23店舗が営業を続けていた。その後、明け渡しに応じない店への訴訟や新型コロナウイルス禍による客の減少などを経て、2023年9月30日をもって閉鎖され、76年間の歴史に幕を下ろした。閉鎖時点で9店舗が営業しており、全店舗が閉業または移転することとなった。
当駅には「2k400」のキロポストが設置されているが、これは神戸三宮駅から当駅までは湊川までの延伸線の一部として開業したためで、湊川からの距離が記されている。

#### のりば
| 番線 | 路線        | 方向 | 行先                   |
| ---- | ----------- | ---- | ---------------------- |
| 1    | ■本線       | 上り | 大阪梅田・大阪難波方面 |
| 2    | ■神戸高速線 | 下り | 姫路方面               |

- 東改札口
- 西改札口
- ホーム

#### ダイヤ
上りは、直通特急・特急が毎時6本、普通が毎時6本運行する。下りは、直通特急・特急が毎時6本運行し、うち4本が板宿まで各駅に停車する。加えて、高速神戸止まりの普通が毎時6本運行する。

## 利用状況
- JR西日本

2023年度の1日あたりの乗車人員は31,354人で、これはJR西日本の駅の中では第23位であり、新快速通過駅では茨木駅、住吉駅に次ぐ第3位である。兵庫県内のJR西日本の駅では三ノ宮駅、神戸駅、姫路駅、明石駅、尼崎駅、住吉駅に次ぐ第7位である。
- 阪神電気鉄道

2022年度の1日あたりの乗車人員は8,677人である。
2022年度11月の1日あたりの乗降人員による順位は、本線33駅中15位（14位＝鳴尾・武庫川女子大前駅、16位＝深江駅） 
- 神戸高速線

2022年度の1日あたりの乗車人員は5,315人である。
近年の1日平均乗車は下表のとおりである。
| 年度               | JR西日本 | 阪神電車 | 神戸高速 |
| ------------------ | -------- | -------- | -------- |
| 1999年（平成11年） | 39,782   |          |          |
| 2000年（平成12年） | 40,206   |          |          |
| 2001年（平成13年） | 40,497   |          |          |
| 2002年（平成14年） | 41,466   |          |          |
| 2003年（平成15年） | 43,214   |          |          |
| 2004年（平成16年） | 44,302   | 7,945    |          |
| 2005年（平成17年） | 45,093   | 7,876    |          |
| 2006年（平成18年） | 46,991   | 7,825    |          |
| 2007年（平成19年） | 47,971   | 7,781    |          |
| 2008年（平成20年） | 48,787   | 8,170    | 6,729    |
| 2009年（平成21年） | 47,870   | 8,047    | 6,170    |
| 2010年（平成22年） | 47,998   | 8,575    | 6,121    |
| 2011年（平成23年） | 48,438   | 8,663    | 5,672    |
| 2012年（平成24年） | 49,236   | 8,726    | 5,603    |
| 2013年（平成25年） | 49,907   | 8,808    | 5,715    |
| 2014年（平成26年） | 47,568   | 8,142    | 5,616    |
| 2015年（平成27年） | 48,327   | 8,314    | 6,087    |
| 2016年（平成28年） | 47,182   | 8,718    | 6,260    |
| 2017年（平成29年） | 46,840   | 8,962    | 5,945    |
| 2018年（平成30年） | 41,888   | 9,079    | 6,030    |
| 2019年（令和元年） | 35,932   | 9,273    | 6,191    |
| 2020年（令和02年） | 28,228   | 7,022    | 4,660    |
| 2021年（令和03年） | 28,372   | 7,427    | 4,781    |
| 2022年（令和04年） | 30,108   | 8,677    | 5,315    |
| 2023年（令和05年） | 31,354   |          |          |

## 駅周辺

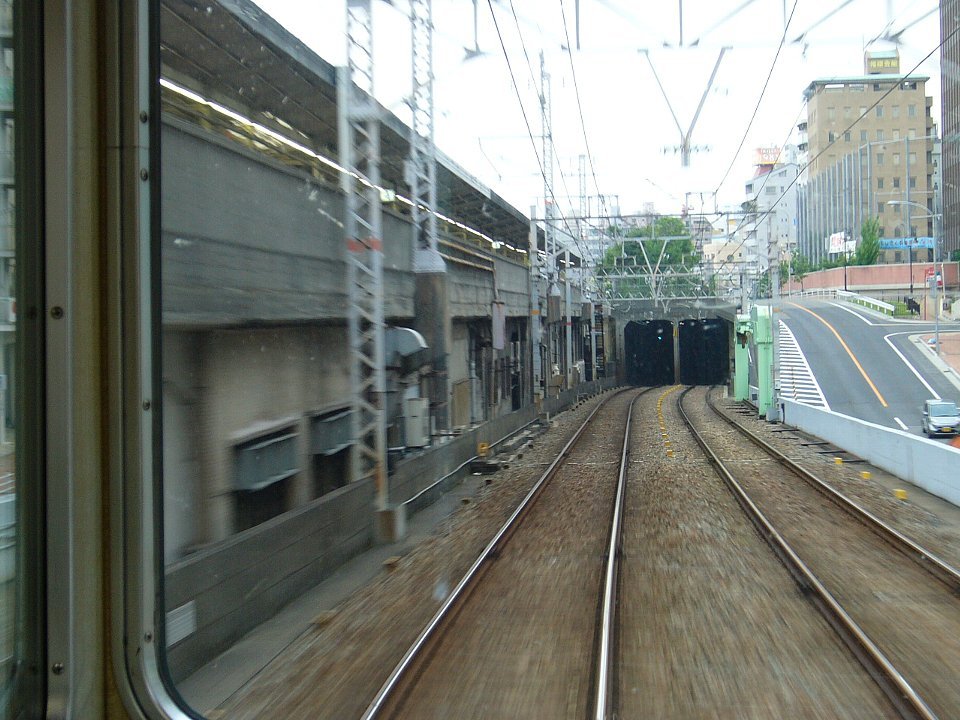
JR元町駅（左側高架）北側では、阪急電車が地下へ入り花隈駅へ向かう。

当駅は神戸随一の繁華街に位置し、最寄りに大丸神戸店・トアロードもある。
周囲は
- 東京の銀座、大阪の心斎橋と並ぶ老舗[独自研究?]商店街である元町通商店街。
- 日本の三大中華街の一つである南京町。
- 明治以来の伝統を伝え神戸でもハイセンスな街とされる[独自研究?]旧居留地

を始め、年間を通して賑わう。
隣接する西のJR神戸駅へは元町高架通商店街（モトコー）、東の神戸三宮駅へはピアザ神戸が延びている。

### 周辺施設
- 神戸市営地下鉄
  - 山手線 - 県庁前駅（約390メートル北）
  - 海岸線 - 旧居留地・大丸前駅（東口から約210メートル南、大丸神戸店前）

#### 駅南側
- 旧居留地
- 南京町（約180 m）
- トアロード
- 神戸市立博物館
- 三宮神社（約280 m）
- タクシー乗り場(ウインズ神戸A館前)
- 元町商店街（約160 m）
  - 元町映画館
  - ファミリア神戸元町本店
  - ユーハイム神戸元町本店
  - FUGETSUDO KOBE MOTOMACHI
- 栄町通
- 大丸神戸店（約260 m）
- 神戸元町郵便局
- 神戸海岸通郵便局
- 兵庫県生田警察署元町駅交番
- 神戸華僑歴史博物館
- ウインズ神戸A館・B館（約160 m・A館の場合の距離）
- 神戸港
  - 中突堤・中突堤中央ターミナル・メリケンパーク
    - 神戸ポートタワー（約810 m）
    - 神戸海洋博物館（約760 m）
    - 神戸メリケンパークオリエンタルホテル(約1,110 m）
    - ホテルオークラ神戸（約660 m）

  - 第五管区海上保安本部
- 兵庫国道事務所
- 波止場町TEN×TEN
- 海岸ビルヂング
- 兵庫県道21号神戸明石線（約30 m） - 当駅から西元町駅までは西行一方通行。

#### 駅北側
- 兵庫県公館（約340 m）
- 兵庫県庁（約460 m）
  - 兵庫県庁内郵便局
- 兵庫県警察本部（約380 m）
- 兵庫県民会館（約400 m）
- 神戸市立神戸生田中学校（約210 m）
- 相楽園

※JRの駅北側には、阪急電鉄神戸高速線が地上に出るトンネル坑口があるが、駅は設置されていない。

### 企業・法人
- 帝国データバンク神戸支店
- 関西電力元町変電所
- 住友商事神戸営業所
- 三井住友海上火災保険神戸支店
- 損害保険ジャパン神戸支店・神戸支社
- 独立行政法人自動車事故対策機構兵庫支所
- 兵庫県信用組合本部
- 全日本海員組合関西地方支部
- KISCO神戸営業所
- 大和冷機工業神戸営業所
- トレーディア
- ケイラインローローバルクシップマネージメント
- 都築電気神戸支店
- 播磨屋本店神戸店
- 広島銀行神戸支店

## バス路線
| 停留所名                | 運行事業者 | 路線名・系統・行先                         |
| ----------------------- | ---------- | ------------------------------------------ |
| 元町駅前                | 神戸市バス | 7系統：神戸駅前方面                        |
| 元町1丁目               | 神戸市バス | - 2系統：阪急六甲 - 92系統：石屋川         |
| 元町商店街 （南京町前） | 神姫バス   | シティーループ：中突堤・ハーバーランド方面 |
| 栄町1丁目               | 神姫バス   | シティーループ：北野方面                   |
| 神戸県庁前              | 全但バス   | 特急バス：豊岡・城崎 / 浜坂                |

## 隣の駅
西日本旅客鉄道（JR西日本）
 JR神戸線（東海道本線）
■新快速
通過
■快速・■普通（普通電車はJR東西線・学研都市線内で区間快速となる電車を含む）
三ノ宮駅 (JR-A61) - 元町駅 (JR-A62)  - 神戸駅 (JR-A63)
阪神電気鉄道
本線・神戸高速線

■直通特急（種別幕が赤）・■S特急
神戸三宮駅 (HS 32) - 元町駅 (HS 33) - 高速神戸駅 (HS 35)
■直通特急（種別幕が黄■（神戸三宮駅 - 板宿駅間の各駅に停車））・■特急・■普通
神戸三宮駅 (HS 32) - 元町駅 (HS 33) - 西元町駅 (HS 34)